# Bolszoje Sorokino
Bolszoje Sorokino (ros. Большое Сорокино) – wieś (sieło) w Rosji, w obwodzie tiumeńskim, ośrodek administracyjny rejonu sorokińskiego. W 2010 liczyła 5317 mieszkańców.